# Campeonato de España de Ciclismo en Ruta 1971
El LXX Campeonato de España de Ciclismo en Ruta se disputó en Barcelona el 20 de junio de 1971 sobre 231 kilómetros de recorrido.
El ganador fue el castellonense Eduardo Castelló que se impuso en solitario en el recorrido de 23 vueltas por el circuito de Montjuïc de Barcelona. Fue un campeonato relativamente insípido y con pocas aventuras. Juan Zurano llegó a tener un minuto y medio a falta de seis vueltas para el final. La escapada definitiva fue la que protagonizó Castelló en la antepenúltima vuelta que, en un principio, tuvo la respuesta de Lasa, Agustín Tamames, Ocaña y Gómez del Moral, aunque estos últimos renunciaron por estar estrechamente vigilados. De ahí, hasta el final fue una lucha de Castelló contra un pelotón desorganizado, que acabó cediendo. Andrés Gandarias y Domingo Perurena se impusieron en el sprint y acabaron segundo y tercero respectivamente. 

## Clasificación final
| Pos. | Ciclista                      | Equipo | Tiempo    |
| ---- | ----------------------------- | ------ | --------- |
| 1.   | Eduardo Castelló              | Karpy  | 5h 11'50" |
| 2.   | Andrés Gandarias              | Kas    | a 1'14"   |
| 3.   | Domingo Perurena              | Kas    | m.t.      |
| 4.   | Miguel María Lasa             | Orbea  | m.t.      |
| 5.   | José Antonio González Linares | Kas    | m.t.      |
| 6.   | Antonio Gómez del Moral       | Karpy  | m.t.      |
| 7.   | Luis Ocaña                    | Bic    | m.t.      |
| 8.   | José Manuel López Rodríguez   | Werner | m.t.      |
| 9.   | Jesús Manzaneque              | Kas    | m.t.      |
| 10.  | Patxi Gabica                  | Kas    | m.t.      |